# STEFER
STEFER, acronimo di Società delle Tramvie E Ferrovie Elettriche di Roma e nota già come STFER, è stata un'azienda italiana prima privata e poi municipalizzata attiva nel settore del trasporto pubblico nel Lazio. Nel corso della sua storia ha gestito numerose autolinee urbane e interurbane, le tranvie dei Castelli Romani, la prima linea della metropolitana di Roma, le ferrovie Roma-Civita Castellana-Viterbo (indirettamente attraverso la controllata SRFN), Roma-Fiuggi-Alatri-Frosinone e Roma-Lido oltre che le due funicolari di Rocca di Papa (Valle Oscura e Valle Vergine).

## Storia
La società fu fondata come STFER (Società delle Tramvie e Ferrovie Elettriche di Roma) il 29 novembre 1899 a Roma con un capitale sociale di 1,15 milioni di lire al fine di aggiudicarsi concessioni per la costruzione e l'esercizio di tranvie e ferrovie. L'anno precedente l'azionista di maggioranza, la francese Thomson-Houston (filiale europea dell'omonima azienda statunitense), insieme a SRTO aveva infatti presentato al Ministero dei lavori pubblici un progetto per collegare Roma con Frascati e Frascati con altre località dei Castelli Romani; sebbene il progetto di massima fosse stato respinto il dicastero mostrò interesse per il piano di collegare la capitale coi comuni circostanti.

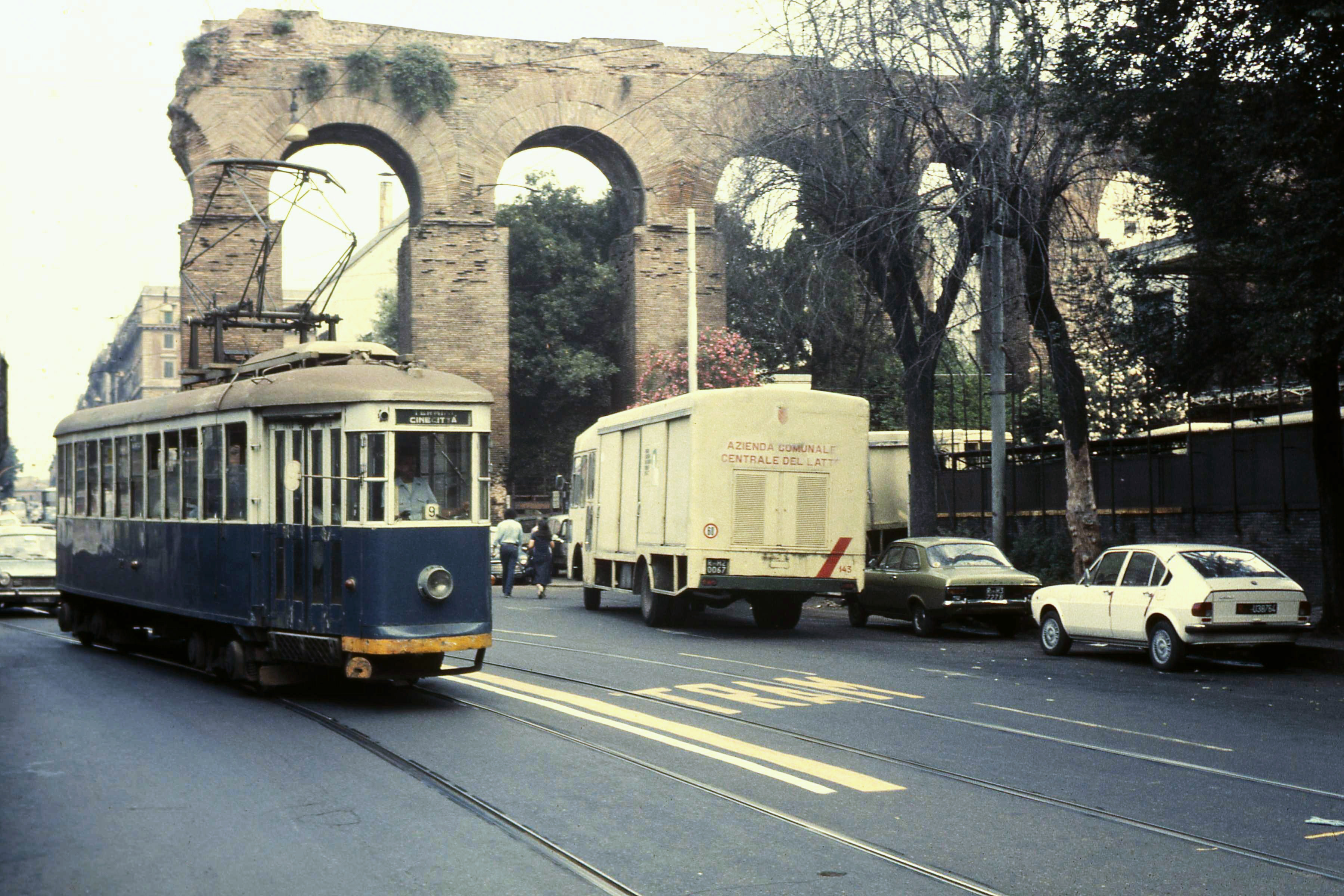
Tram MRS STEFER sulla linea Termini-Cinecittà

Le prime concessioni in tal senso giunsero nel 1901 per la realizzazione e l'esercizio delle tranvie elettriche Roma-Grottaferrata e Frascati-Genzano, progettate dagli ingegneri Guido Mazzolani (direttore tecnico di STFER) e Francesco Mora. Seguì nel 1902 l'autorizzazione per la realizzazione di una diramazione verso Rocca di Papa, che portò alla costruzione della prima funicolare. Negli anni successivi la rete tranviaria si ampliò sia in ambito extraurbano sia in quello urbano, raggiungendo la stazione di Roma Termini.

Nel 1928 il capitale sociale fu rilevato dal governatorato di Roma e la denominazione sociale fu mutata in STEFER; contestualmente l'azienda assunse temporaneamente la gestione della tranvia Roma-Tivoli, in vista della sua definitiva dismissione e trasformazione in autolinea. Successivamente nel 1941, in piena seconda guerra mondiale, STEFER acquisì le concessioni per la gestione delle ferrovie Roma-Fiuggi-Alatri-Frosinone (dalla Società per le Ferrovie Vicinali) e Roma-Lido (dalla Società Elettro-Ferroviaria Italiana) anche se il riconoscimento di questo passaggio si ebbe solo nel dopoguerra. Il conflitto aveva comunque causato forti danni alle tranvie dei Castelli Romani, che furono progressivamente dismesse fino alla chiusura dell'ultima tratta nel 1980; contestualmente la società fu individuata come concessionaria per la prosecuzione dei lavori della Ferrovia metropolitana di Roma tra Termini e il quartiere Europa nel 1954 e cinque anni dopo anche per la realizzazione della seconda linea della metropolitana tra piazza del Risorgimento ed Osteria del Curato, con una diramazione verso Torre Spaccata.

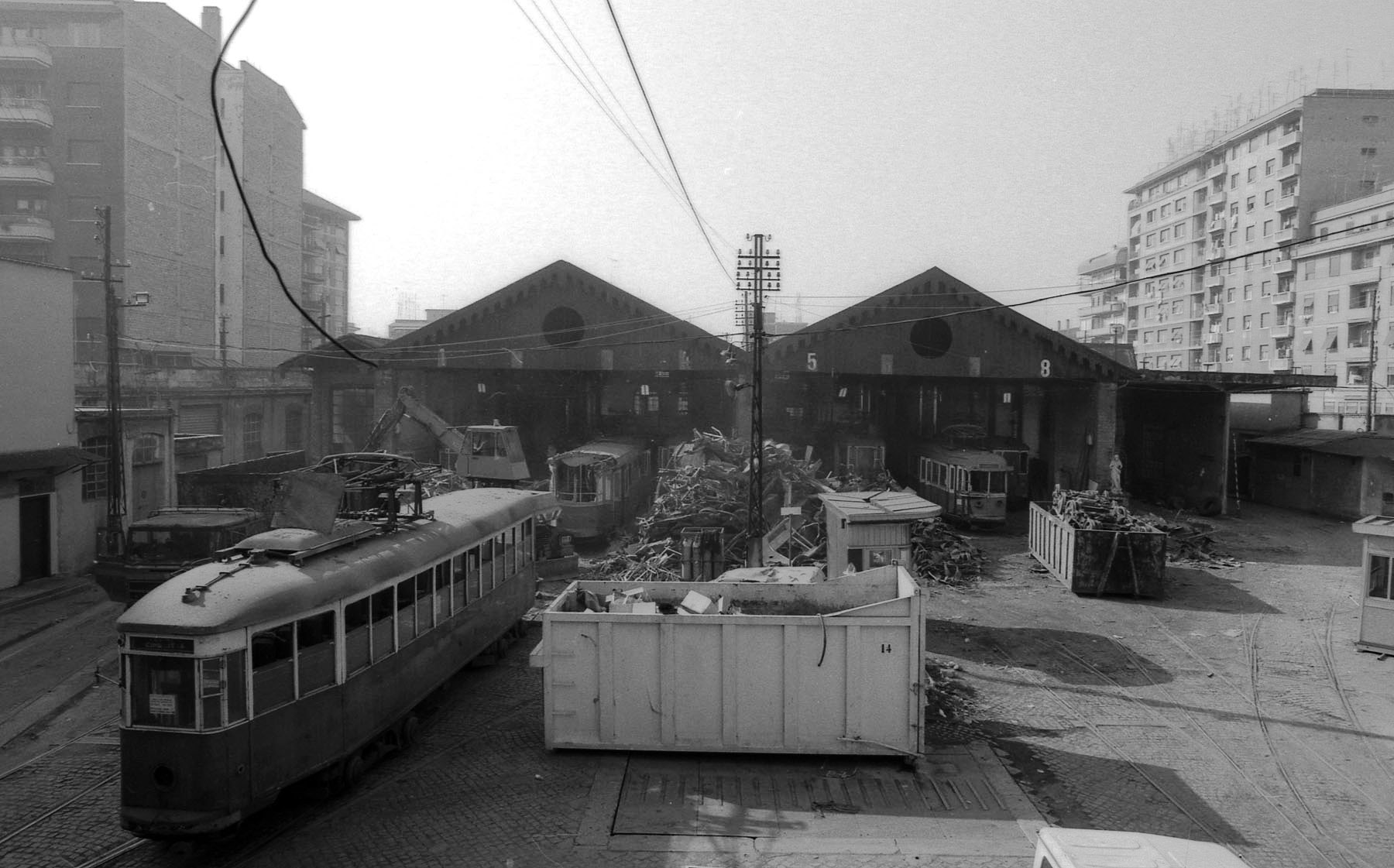
Il deposito STEFER di via Appia Nuova 450 nel 1992 durante la demolizione delle vetture conservate

Nell'ambito di una riforma del trasporto pubblico su gomma di rilevanza regionale STEFER, insieme alla controllata SRFN, fu individuata nel 1975 dalla Regione Lazio quale gestore provvisorio di una serie di autolinee fino ad allora gestite da numerose imprese private nella porzione meridionale e orientale della regione; nel corso dell'anno successivo, con la nascita del consorzio ACOTRAL, le attività di STEFER e SRFN confluirono in larga parte nel neonato consorzio e in una minor parte, corrispondente alle autolinee urbane di Roma, in ATAC.